# Kazimierz Fabisiak (fizyk)
Kazimierz Fabisiak (ur. 1951) – polski fizyk, profesor  Instytutu Fizyki Uniwersytetu Kazimierza Wielkiego.

## Życiorys
W 1974 r. ukończył studia fizyczne na Uniwersytecie Mikołaja Kopernika w Toruniu, w 1983 r. obronił pracę doktorską pt. Własności fizyczne węgla amorficznego domieszkowanego wodorem, a w 1995 r. habilitował się na podstawie pracy zatytułowanej Analiza defektów w cienkich polikrystalicznych warstwach diamentowych otrzymywanych metodami CVD. W 2015 r. uzyskał tytuł profesora nauk fizycznych.
Był profesorem Instytutu Fizyki na Wydziale Matematyki, Fizyki i Techniki Uniwersytetu Kazimierza Wielkiego w Bydgoszczy, w którym pełnił też funkcję dyrektora. Ponadto był profesorem w dwóch jednostkach Uniwersytetu Mikołaja Kopernika w Toruniu: w Katedrze Biofizyki na Wydziale Farmaceutycznym Collegium Medicum im. Ludwika Rydygiera w Bydgoszczy oraz w Instytucie Fizyki na Wydziale Fizyki, Astronomii i Informatyki Stosowanej.